# Rapporto di autovalutazione
Il rapporto di autovalutazione, in sigla RAV, è uno strumento di valutazione elaborato dall'Istituto INVALSI e adottato da tutte le scuole italiane dall'anno scolastico 2014-2015, che si presenta come una piattaforma web ed è finalizzato alla formulazione di priorità di miglioramento degli esiti di ciascuna scuola.

## Storia
Il RAV venne introdotto a livello normativo nel 2013 con l'articolo 6 del DPR n. 80 del 28 marzo 2013, subendo nel corso del tempo numerosi cambiamenti fino all'introduzione della legge 107, del 2015.
L'entrata in vigore avviene dall'anno scolastico 2014-2015 coinvolgendo tutte le scuole, statali e paritarie, del sistema nazionale di istruzione.